# Jonas Schröder
Jonas Schröder (* 15. März 1991 in Mainz) ist ein deutscher Volleyball- und Beachvolleyballspieler.

## Karriere

### Hallen-Volleyball
Schröder begann 2000 mit dem Hallenvolleyball. Mit der TGM Mainz-Gonsenheim gelang dem Außenangreifer 2012 der Aufstieg in die Zweite Bundesliga, musste allerdings 2014 in die 3. Liga Süd absteigen.

### Beachvolleyball
2006 begann Schröder mit dem Beachvolleyball. Mit dem Essener Felix Quecke wurde er 2010 Deutscher U20-Meister in Berlin. Von 2010 bis 2012 war Schröders Mannschaftskollege Manuel Lohmann sein Standardpartner, mit dem er zweimal an den Deutschen Meisterschaften in Timmendorf teilnahm und die Plätze dreizehn und fünf belegte. Mit Philipp Arne Bergmann wurde er 2011 bei der U21-WM in Halifax Neunter und 2013 bei der U23-WM in Mysłowice Fünfter. 2013 spielte Schröder standardmäßig mit Armin Dollinger, mit dem er schon 2012 Platz vier bei der U23-EM in Assen belegte und in Maceió Studenten-Weltmeister wurde. 2013 gewannen Dollinger/Schröder die Silbermedaille bei der Universiade in Kasan und belegten Platz fünf bei den Deutschen Meisterschaften. Seit 2014 startete Schröder national und international mit Tim Holler, mit dem er den Smart Beach Cup in Köln gewann und in Porto erneut Studenten-Weltmeister wurde. Bei den Doha Open im November erreichten Holler/Schröder ihren ersten Sieg auf der FIVB World Tour. Im Juli 2015 gewannen sie das CEV Satellite Turnier in Vaduz. Bei den Deutschen Meisterschaften 2015 belegten Holler/Schröder Platz drei. Wegen einer langwierigen Verletzung konnte Schröder 2016 nur zweimal auf der Smart Beach Tour starten und war daher nicht für die Deutschen Meisterschaften spielberechtigt. Von 2017 bis 2020 spielte Schröder an der Seite von Paul Becker. Becker/Schröder belegten bei der deutschen Meisterschaft 2017 den siebten Platz. Bei der Techniker Beach Tour 2018 gelangen ihnen vier Turniersiege, ein zweiter und zwei dritte Plätze. Bei der deutschen Meisterschaft 2018 wurden sie Fünfte. An der Seite von Jonathan Erdmann siegte Schröder auf der Techniker Beach Tour 2019 in Düsseldorf. Bei der deutschen Meisterschaft erreichten Becker/Schröder 2019 Platz drei und 2020 Platz vier. Danach beendete Schröder seine Karriere als Leistungssportler.

### Snowvolleyball
Bei der ersten deutschen Meisterschaft im Snowvolleyball gewannen Becker/Schröder im Februar 2018 den Titel. Damit qualifizierten sie sich für die Europameisterschaft im März, bei der sie Vizemeister wurden. Zusammen mit Georg und Peter Wolf in einem 4-Mann-Team konnten sie im März 2019 ihren Deutschen Meistertitel verteidigen.